# Purpuricenus malaccensis
Purpuricenus malaccensis är en skalbaggsart som först beskrevs av Lacordaire 1869. Purpuricenus malaccensis ingår i släktet Purpuricenus och familjen långhorningar.
Artens utbredningsområde är:
- Laos.
- Myanmar.

Inga underarter finns listade i Catalogue of Life.